# الغريفه السفلى (الديس)
'

تعديل مصدري - تعديل

الغريفه السفلى هي إحدى قرى عزلة الديس بمديرية الديس التابعة لمحافظة حضرموت، بلغ تعداد سكانها 1067 نسمة حسب تعداد اليمن لعام 2004.